# Saint-Angel (Allier)
 Saint-Angel  es una población y comuna francesa, situada en la región de Auvernia, departamento de Allier, en el distrito de Montluçon y cantón de Montluçon-Est.

## Demografía
| 441 | 451 | 401 | 548 | 629 | 685 |
| Para los censos de 1962 a 1999 la población legal corresponde a la población sin duplicidades (Fuente: INSEE [Consultar]) |     |     |     |     |     |